# 일팔일팔
"일팔일팔"은 1997년에 개봉한 대한민국의 영화이며 송윤아(홍세인 역)는 해당 영화 촬영 스케줄과 맞물려 KBS 1TV 용의 눈물 경순공주 역 캐스팅 제의를 고사했고 뒷날 이 작품에서 서원부부인 정씨(이숙번 부인) 역으로 뒤늦게 합류했다.

## 캐스팅
- 정준호 : 마대경 역
- 송윤아 : 홍세인 역
- 김춘식 : 망원경 역
- 이정훈 : 헤드폰 역
- 신구 : 왕자 역
- 남명렬 : 말 / 남사고제자 역
- 김동수 : 구리교주 / 남고사 역
- 김병세 : 그자식 역
- 손민석 : 아가리 역
- 서동수 : 정육점 역
- 유현철 : 꼬붕 2 역
- 박용팔 : 미화원 역
- 신정근 : 경찰 1 / 순찰경찰 2 역
- 김보성 : 명석 역 (특별출연)
- 이매리 : 앵커 역 (특별출연)